# Pittsburgh Rens 1961-1962
La stagione 1961-62 dei Pittsburgh Rens fu la 1ª nella ABL per la franchigia.
I Pittsburgh Rens arrivarono secondi nella Eastern Division con un record di 41-40. Nei play-off persero il turno preliminare con i San Francisco Saints (1-0).

## Roster
| N° | Naz.                   | Ruolo | Sportivo         | Anno | Alt. | Peso |
| -- | ---------------------- | ----- | ---------------- | ---- | ---- | ---- |
|    | Stati Uniti (bandiera) | A     | Larry Beck       |      | 191  | 88   |
|    | Stati Uniti (bandiera) | G     | Bucky Bolyard    | 1937 | 180  | 84   |
|    | Stati Uniti (bandiera) | AC    | Jon Cincebox     | 1936 | 201  | 104  |
|    | Stati Uniti (bandiera) | A     | Charlie Curtis   | 1937 | 201  | 91   |
|    | Stati Uniti (bandiera) | A     | Danny Doyle      | 1940 | 203  | 91   |
|    | Stati Uniti (bandiera) | AC    | Connie Hawkins   | 1942 | 203  | 91   |
|    | Stati Uniti (bandiera) | C     | Neil Johnston    | 1929 | 203  | 95   |
|    | Stati Uniti (bandiera) | A     | Lowery Kirk      | 1938 | 196  | 88   |
|    | Stati Uniti (bandiera) | G     | Hal Lear         | 1935 | 180  | 74   |
|    | Stati Uniti (bandiera) | A     | Walter Mangham   |      | 191  | 93   |
|    | Stati Uniti (bandiera) | G     | Jim McCoy        | 1936 | 185  | 82   |
|    | Stati Uniti (bandiera) | AC    | Jim Palmer       | 1933 | 203  | 102  |
|    | Stati Uniti (bandiera) | G     | Lee Patrone      | 1938 | 183  | 82   |
|    | Stati Uniti (bandiera) | AC    | George Patterson | 1939 | 201  | 104  |
|    | Stati Uniti (bandiera) | G     | Bob Pawlak       | 1939 | 175  | 68   |
|    | Stati Uniti (bandiera) | G     | Phil Rollins     | 1934 | 188  | 84   |
|    | Stati Uniti (bandiera) | G     | Alan Seiden      | 1937 | 180  | 77   |
|    | Stati Uniti (bandiera) | G     | Bobby Smith      | 1937 | 191  | 84   |
|    | Stati Uniti (bandiera) | C     | Quitman Sullins  | 1934 | 206  | 102  |
|    | Stati Uniti (bandiera) | C     | Ed Washington    |      | 203  | 102  |

## Staff tecnico
- Allenatore: Neil Johnston